# Lotus T127

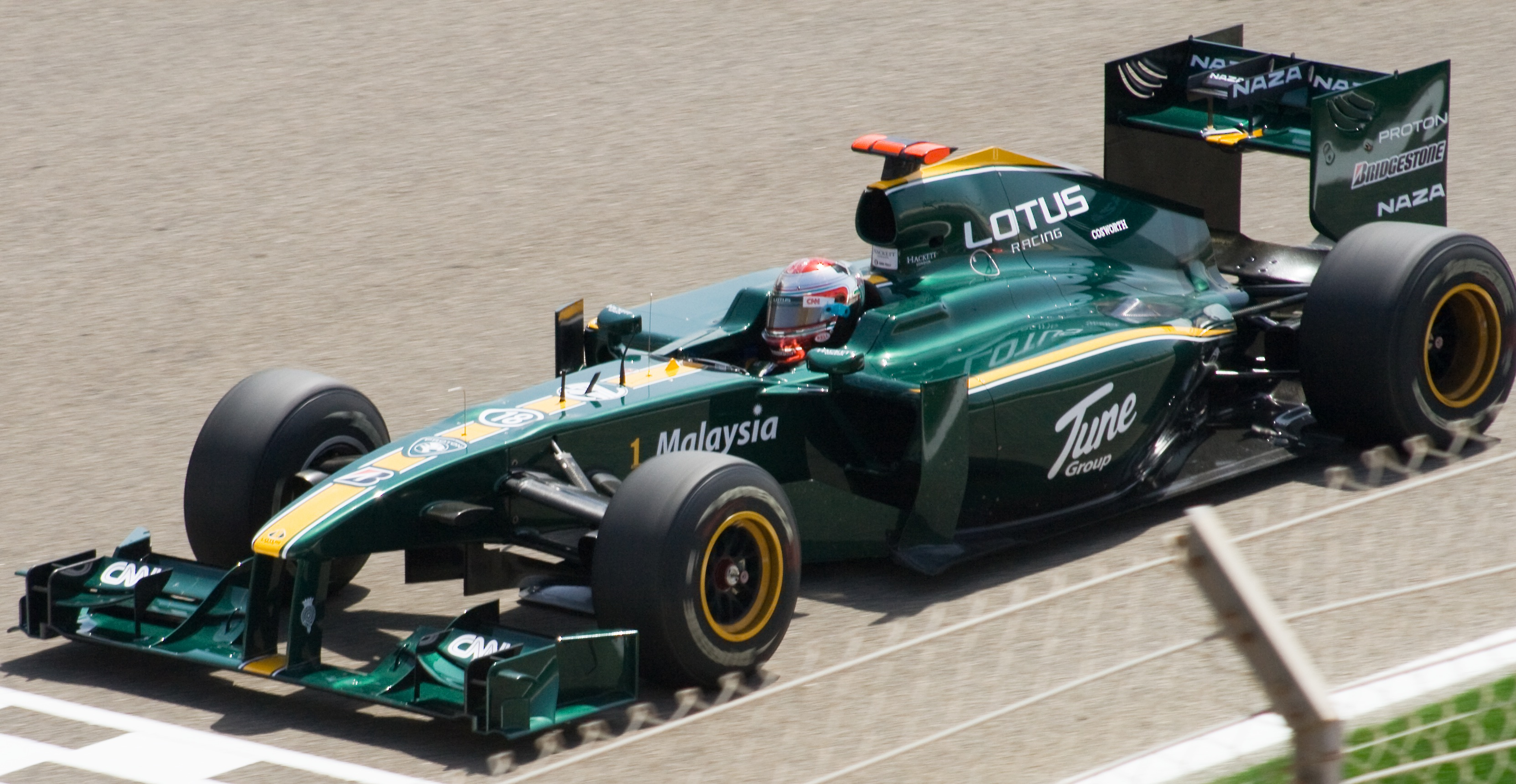
Trulli in de T127

De Lotus T127 is een Formule 1-auto, die in 2010 wordt gebruikt door het Formule 1-team van Lotus.

## Onthulling
De T127 werd op 12 februari 2010 onthuld in Londen, Engeland. De auto maakte zijn debuut op 17 februari op het circuit van Jerez.

## Technisch
| Details         | Details                                | Details |
| --------------- | -------------------------------------- | ------- |
| Ontwerper       | Mike Gascoyne                          |         |
| Motor           | Cosworth 2400 cc V8 (90°)              |         |
| Chassis         | Koolstofvezel en honingraatcomposieten |         |
| Versnellingsbak | 7-traps semi-automaat                  |         |
| Gewicht         | 620 kg                                 |         |
| Brandstof       | Castrol                                |         |
| Banden          | Bridgestone                            |         |

McLaren MP4-25 ·
Mercedes MGP W01 ·
Red Bull RB6 ·
Ferrari F10 ·
Williams FW32 ·
Renault R30 ·
Force India VJM03 ·
Toro Rosso STR5 ·
Lotus T127 ·
HRT F110 ·
BMW Sauber C29 ·
Virgin VR-01